# La Grande Bretèche
La Grande Bretèche est une nouvelle de La Comédie humaine d’Honoré de Balzac. D'abord publiée en 1831 dans les Contes bruns, elle est associée à une autre nouvelle, Le Message, puis dissociée de celui-ci pour être rattachée en 1842 à une grande nouvelle : Autre étude de femme, qui est elle-même un puzzle de nouvelles et de récits.

## Historique
À l'origine, La Grande Bretèche faisait partie, avec Le Message, d’un récit intitulé Le Conseil, figurant dans les Études de mœurs. Après avoir figuré dans les Scènes de la vie parisienne, La Grande Bretèche entre en 1845 dans le tome IV de l’édition Furne de La Comédie humaine, dans les Scènes de la vie privée,,
Ce récit rapporté par le médecin Horace Bianchon, à qui Balzac donne souvent le rôle de narrateur, est splendide de mystère et de personnages en demi-teintes. Les descriptions lyriques de ce très grand texte font surgir des images fantastiques, merveilleuses ou horribles.

## Résumé
Lors d'une soirée, le docteur Bianchon s'apprête à raconter à l'assemblée des convives une histoire terrible.
Le narrateur découvre près de Vendôme, sur les bords du Loir, une vieille maison brune abandonnée dont les ruines et l’étrange beauté l’intriguent. Souvent, le soir, il pénètre dans cette propriété mystérieuse, où il passe des heures en rêveries. De retour à l’auberge, il pose mille questions sans qu’on lui réponde. Jusqu’à ce qu’un notaire, Me Regnault, lui demande de « discontinuer ses visites » et de respecter la propriété privée, et lui explique le legs fait par sa propriétaire et les raisons de ce legs. La comtesse de Merret, la propriétaire des lieux, a interdit que l’on pénètre dans l’hôtel particulier, qu’on le répare, que l’on touche une seule pierre pendant cinquante ans. Et elle a fait des héritiers du notaire les légataires de la propriété, à condition que celle-ci soit laissée en l’état pendant cinquante ans.
La raison de ce testament est que la comtesse de Merret a eu un amant espagnol qui venait la rejoindre nuitamment en nageant dans la rivière. Mais un jour, le comte, rentrant plus tôt qu'annoncé, entend du bruit dans le petit réduit attenant à la chambre de sa femme. Il croit d'abord que Rosalie, la servante de son épouse, s'y trouve, mais Rosalie justement entre dans la pièce. Alors qu’il veut y pénétrer, madame de Merret lui fait valoir que cet acte de méfiance signera la fin de leurs relations. Monsieur de Merret lui fait alors jurer qu'il n'y a personne dans le cagibi. L'épouse s'exécute sans ciller et jure sur un crucifix apparemment offert par son amant.
Monsieur de Merret échafaude un plan. Sachant Rosalie fiancée avec un certain Gorenflot, maçon dont les moyens sont insuffisants pour s'établir, il propose à ce dernier de murer purement et simplement le cagibi. Cette opération doit rester secrète et sera richement payée. Jouant alors son va-tout, madame de Merret demande à Rosalie de participer au travail et, discrètement, ajoute mille francs à la récompense promise si Gorenflot laisse une brèche dans le mur. Après avoir dormi dans la chambre de son épouse, le mari sort au matin. Madame de Merret s'empresse de briser la paroi de plâtre, mais le comte avait feint son départ; quand elle l'aperçoit derrière elle, elle s'évanouit. Il fait remettre le mur en l'état, puis déclare que son épouse est malade, qu'elle gardera la chambre et qu'il ne la quittera pas. Le supplice durera vingt jours, et chaque fois que son épouse est sur le point d'implorer grâce pour l'inconnu mourant, le mari lui rétorque : « Vous avez juré sur la croix qu'il n'y avait là personne. »
À la fin du récit, les femmes se lèvent de table. « Néanmoins quelques-unes d'entre elles avaient eu quasi froid en entendant le dernier mot. »

## Adaptations

### Au cinéma
- 1909 : La Grande Bretèche, film d'art réalisé par André Calmettes, avec Véra Sergine, André Calmettes et Henri Pouctal, produit par Pathé Frères.
- 1943 : Un seul amour, film réalisé par Pierre Blanchar, avec Micheline Presle.
- 1971 : Blanche, film réalisé par Walerian Borowczyk, avec Michel Simon et Ligia Branice.

### À la télévision
- 1960 : La Grande Bretèche, téléfilm de Claude Barma avec Françoise Christophe, Jean Marc Bory, André Versini, Mireille Darc. Le téléfilm est également connu sous le titre Du côté de l'enfer.
- 1973 : La Grande Bretèche, épisode de la série d'anthologie britannique Les Mystères d'Orson Welles, réalisé par Peter Sasdy, avec Orson Welles (narrateur), Peter Cushing et Susannah York.

### À l'opéra
- 1911- 1912 : Le Château de la Bretèche, opéra, d’après la nouvelle d'Honoré de Balzac, par Albert Dupuis, édité en 1913 chez Eschig, Paris.
- 1955 : Le Serment, opéra en un prologue et deux tableaux sur un livret de Dominique Vincent d'après la nouvelle de Balzac, par Alexander Tansman, édité en 1955 chez Universal Edition, Vienne.